# Piotr III Aron
Piotr III Aron (rum. Petru al III-lea Aron; zm. 1469) – hospodar mołdawski, w latach 1451–1452, 1454–1455 i 1455–1457, z dynastii Muszatowiczów.

## Biografia
Był nieślubnym synem hospodara Aleksandra Dobrego. W 1451 włączył się do walk pomiędzy potomkami Aleksandra Dobrego o tron mołdawski, zabijając swego brata Bogdana II (z kraju uciekł wówczas syn Bogdana, Stefan – późniejszy Stefan III Wielki – oraz przebywający na dworze Bogdana Wład Palownik). W kolejnych latach korzystając z sojuszu z Węgrami toczył walki z innym z pretendentów do tronu, swym bratankiem Aleksandrem II (kuzynem króla Kazimierza Jagiellończyka), ostatecznie pokonując go w 1455. Mimo tego zwycięstwa sytuacja Piotra nie była zbyt dobra: poróżniony z Polską, która wspierała Aleksandra II, zerwał również z Węgrami, którym próbował odebrać ważny port Kilię, oddaną im kilka lat wcześniej przez Piotra II. W efekcie zmuszony był do podjęcia współpracy z wkraczającym w sąsiedztwo mołdawskie i grożącym Piotrowi wojną imperium osmańskim, podpisując z nim przymierze za cenę obietnicy płacenia dorocznego haraczu.
Ta kapitulacja wobec Turków oraz podejmowane jednocześnie liczne działania w celu pozyskania polskich względów (do pewnego stopnia skuteczne, w 1456 Piotr złożył hołd królowi polskiemu w Chocimiu, zgodził się też przyznać Marii Holszańskiej Seret oraz współdziałał z Polakami przeciw Tatarom) spowodowały wzrost opozycji wobec hospodara. Gdy w północnej Mołdawii wybuchł chłopski bunt (stłumiony zresztą z polską pomocą), zamieszanie wykorzystał syn zabitego przez Piotra Bogdana II, Stefan, który korzystając z pomocy hospodara wołoskiego Włada Palownika wkroczył do Mołdawii i pokonał Piotra 12 kwietnia 1457 pod Dolheşti.
Piotr Aron zbiegł wówczas do Polski, jednak nie uzyskał tam pomocy (m.in. dzięki przekazaniu przez Stefana Polakom twierdzy chocimskiej), wobec czego przeniósł się do pozostającego pod panowaniem węgierskim Siedmiogrodu. Być może uczestniczył w wyprawie Macieja Korwina na Mołdawię w 1467, która jednak skończyła się porażką w bitwie pod Baia. Wkrótce potem Piotr dostał się w ręce Stefana Wielkiego podczas jednej z wypraw tego ostatniego na Siedmiogród, a następnie został stracony.
Na tronie hospodarskim zasiadł w przyszłości jego wnuk Aleksander Cornea – jego ojciec Eliasz, syn Piotra III Arona, jako jeden z przedstawicieli opozycji wobec Stefana Wielkiego został na prośbę tego ostatniego ścięty w Polsce w 1502.